# 列錦
列錦，為將數個名詞或名詞性短語，經過選擇組合後，巧妙地排列在一起，構成生動的文句，用以烘托氣氛，創造意境，表達情感的修辭。其句中不含任何動詞及形容詞。

## 範例
- 「枯藤老树昏鸦，小桥流水人家，古道西风瘦马。」——马致远《天净沙·秋思》

三句由九个名词（定名结构）分别排列为三组，每组都是一个特写镜头，所述景物原是大自然中极平常的，但平凡的事物一经诗人的艺术组合，便浓重地渲染出一幅凄凉萧瑟的气象，并将读者带入荒僻冷寂的艺术境界，几乎成了写景的绝唱。
- 「鸡声茅店月，人迹板桥霜。」——温庭筠《商山早行》

鸡叫了，天还没有亮，残月挂在茅店的上空，赶路的人已经登途了，他走过满是凝霜的木桥，留下了一个一个的足印。区区十个字，不仅有景有情，而且还有动态的叙述，妙就妙在没有一个动词。如果写作“鸡鸣茅店月，人行板桥霜”，意思也许是完整的，但也就不会传诵至今了。
- 「今宵酒醒何处？杨柳岸晓风残月。」——柳永《雨霖铃》

这也是千古名句。作者运用列锦手法，把杨柳岸、晓风、残月艺术地排列在一起，表面上完全是写景，而深情寓于其中，用美好的自然景物，反衬诗人的空虚寂寞之感。
- 「星河秋一雁，砧杵夜千家。」——韩翃《酬程延秋夜即事見贈》

上句是視覺畫面，秋夜星空一隻孤飛的雁；下句是聽覺意象，千家萬戶的砧杵之聲。上下句的串聯疊合，不但鮮明準確地描繪了秋夜景色的典型特徵，而且構造了一個幽遠凄清的意境。
- 「桃李春風一杯酒，江湖夜雨十年燈。」——黃庭堅《寄黃幾復》
- 「樓船夜雪瓜洲渡，鐵馬秋風大散關。」——陸游《書憤》